# 红旗L5
红旗L5是中华人民共和国红旗轿车品牌基于红旗CA770以及红旗HQE等轿车型号的基础上研发设计的一种豪华轿车，其车头部分的设计源自2009年国庆阅兵式上時任中共中央总书记、中共中央军委主席，國家主席及中央軍委主席胡锦涛乘坐的检阅车CA7600J。作为红旗豪华轿车系列的最新型号之一，该车已经作为中国党和国家领导人的座车以及外交礼宾用车多次出现在重大外交场合中。其衍生型号也被作为检阅车历次出现在白俄罗斯的阅兵式上。

## 概要
红旗L5于2013年在上海车展上首次发布，以其起步价500万人民币（约合80万美元或58万英镑）的价格成为当时最昂贵的中国制造汽车并由此而闻名。它也是中国党政机关的官方专车，中国现任最高领导人习近平曾多次以其为座车进行国事访问，该车目前仅在中国贩售，且购买需要进行背景调查。
红旗L5也已通过捐赠出口到白俄罗斯并被白俄罗斯军队用作阅兵车，其首次亮相阅兵是在2015年的明斯克胜利日阅兵式上。
2016年，红旗发布了红旗L5的V8版本。该车搭载4升双涡轮增压V8发动机，其八速自动变速箱可产生381马力的动力。其中6升V12版定为CA7600，V8版定为CA7400，后者于2017年发布。

## 红旗国礼
2023年4月，红旗在第二十届上海国际汽车工业展览会上发布第二代红旗L5，并开启预订。
第二代L5采用双色车身设计，车身长宽高分别为5980/2090/1710mm，轴距为3730mm，轴距明显大于第一代车型。它配备了表号为CA8GV40T-03的 4.0升 V8涡轮增压发动机，最大功率为285干瓦。
2023年11月，红旗官方微博宣布，第二代L5将于2024年开始交付。
2024年，第二代L5正式更名为红旗国礼。
红旗国礼的官方指导价于2024年6月公布，为人民币718万元。

## 流行文化
- 亚马逊出品的汽车节目《The Grand Tour》中，在2019年2月播出的中国特辑里，由主持人、著名车评人杰瑞米·克拉克森在重庆对红旗L5进行了短评测。

## 图集

白俄罗斯阅兵中的红旗L5检阅车
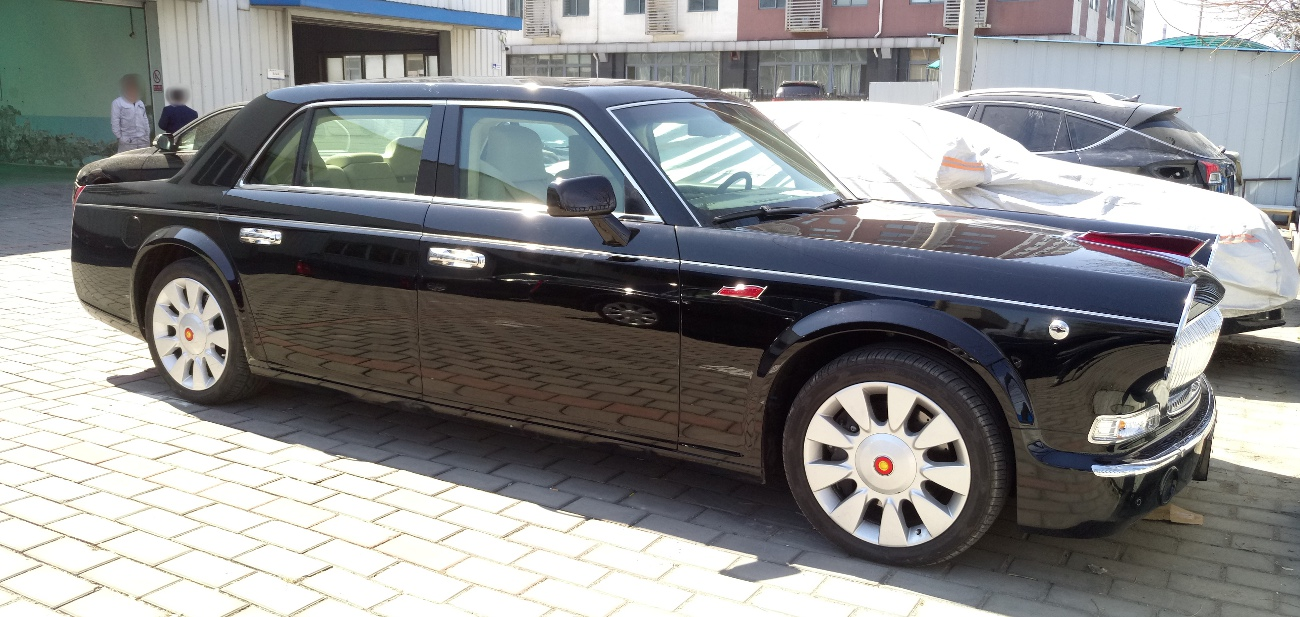
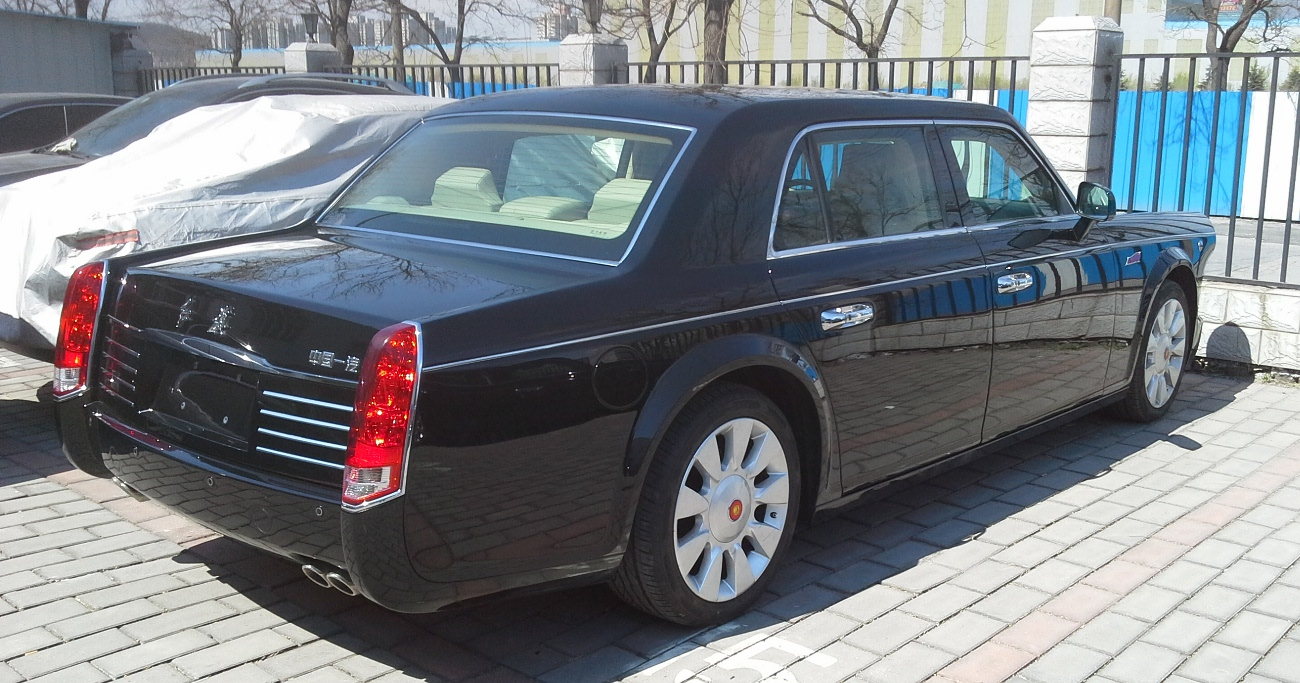
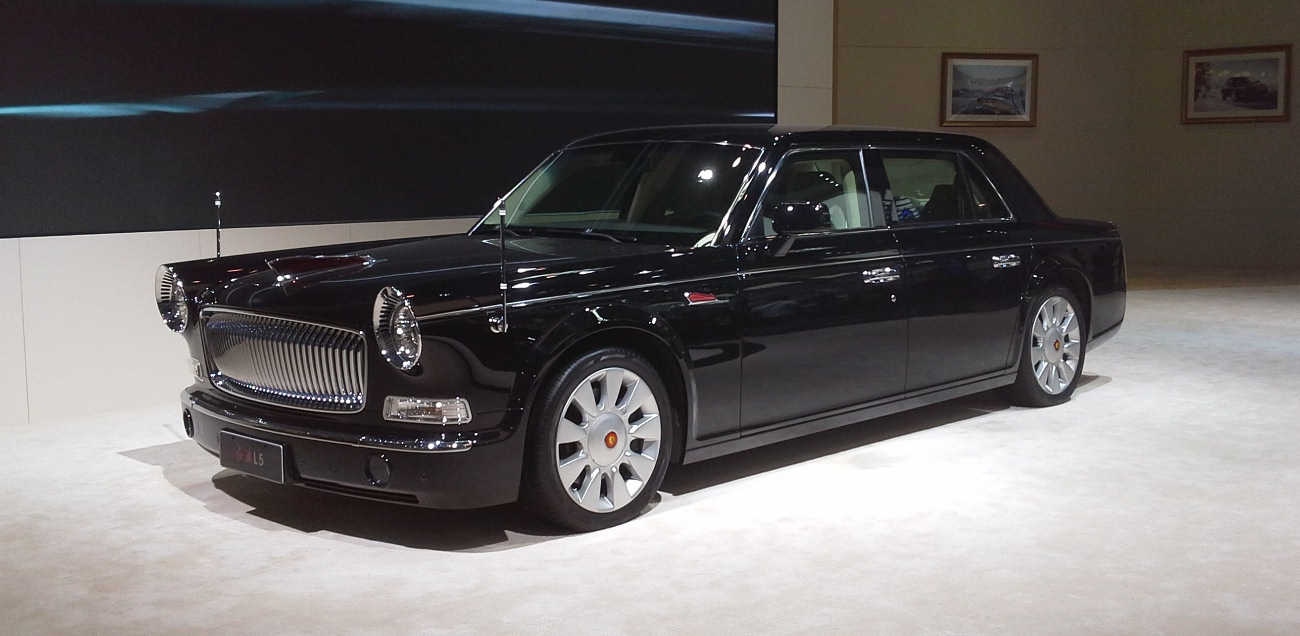
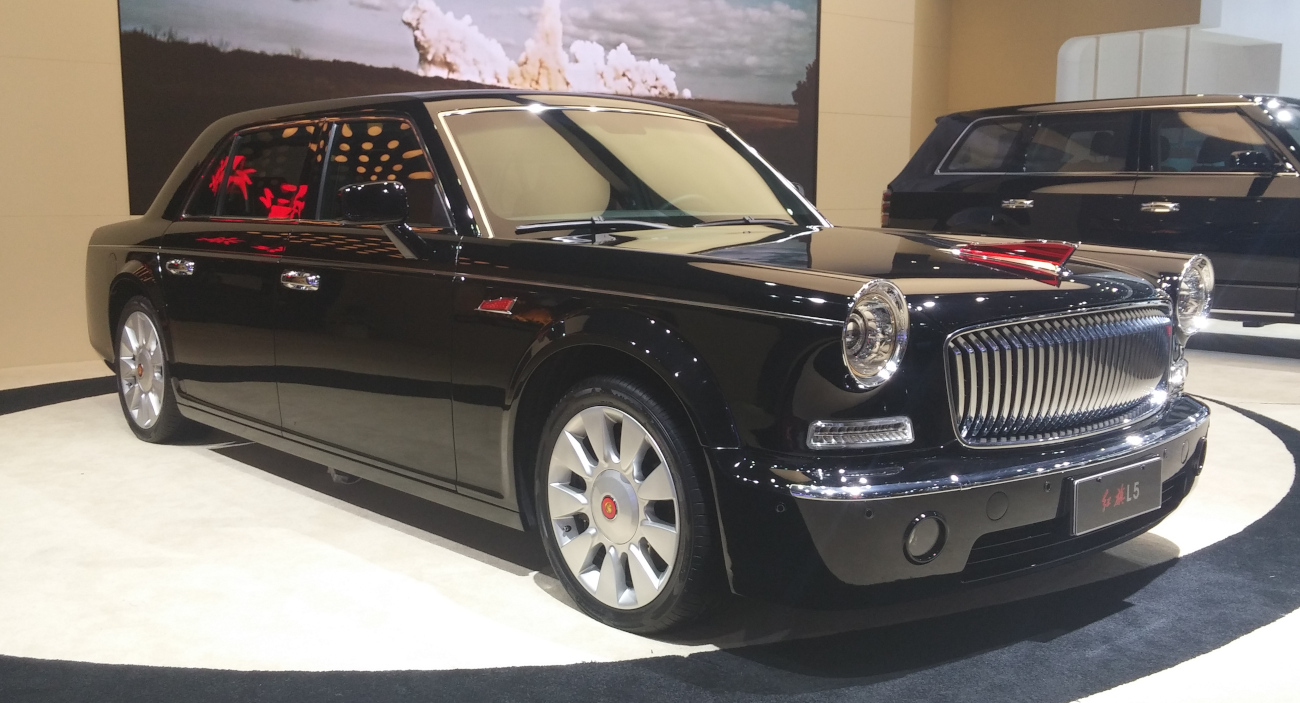
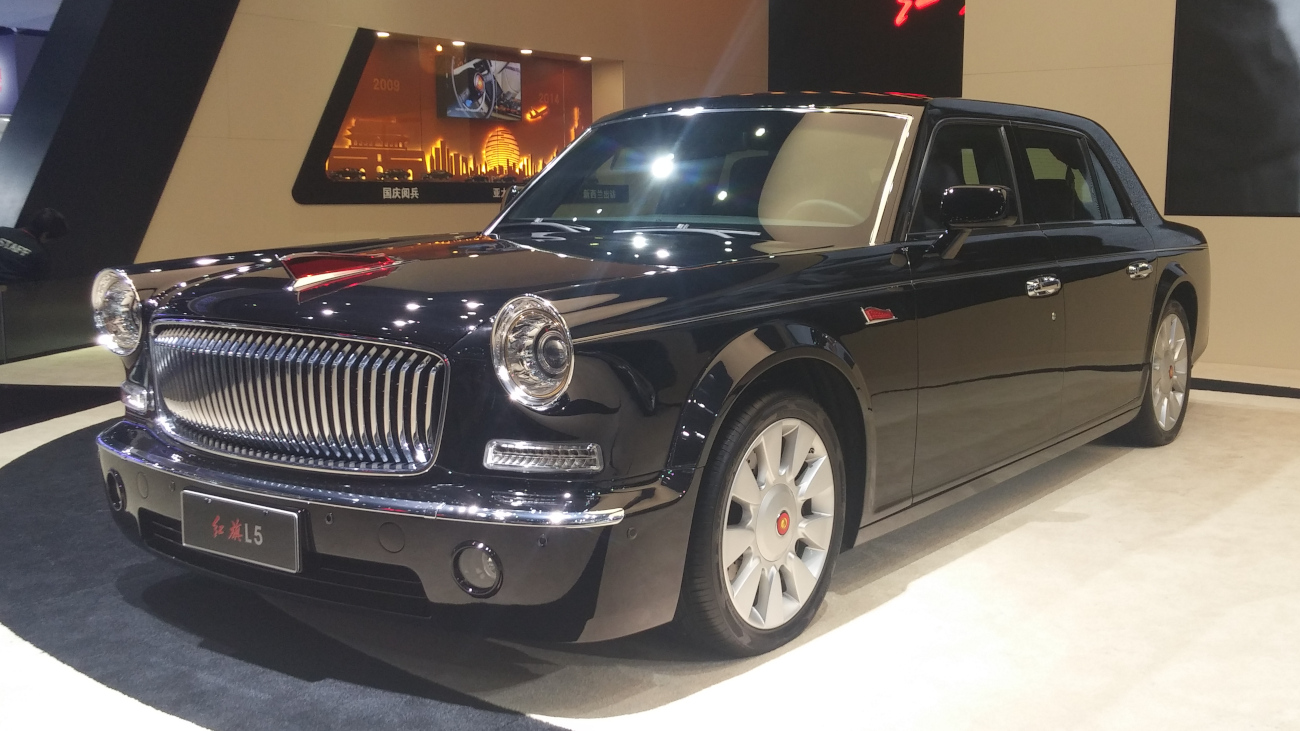
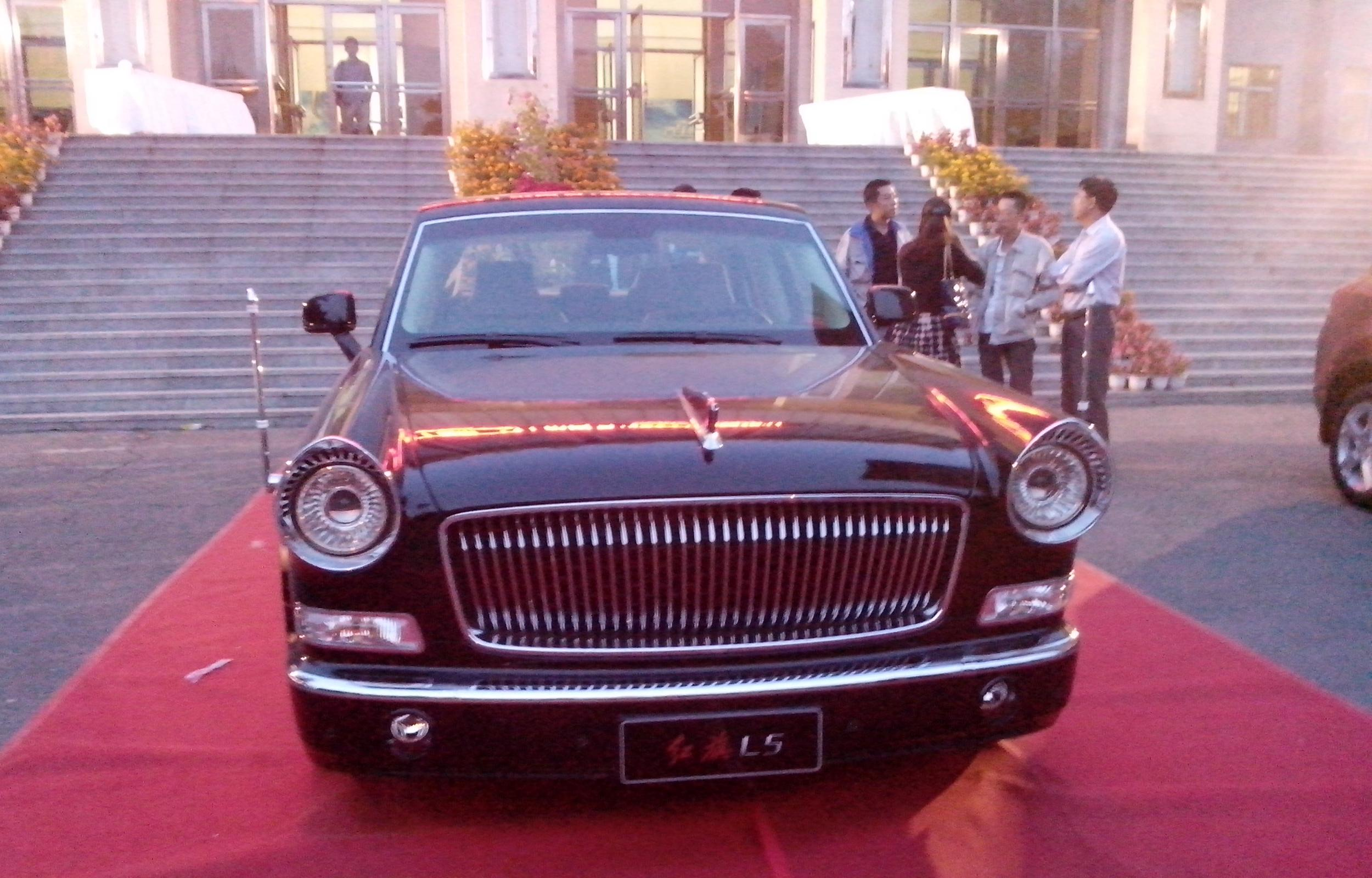
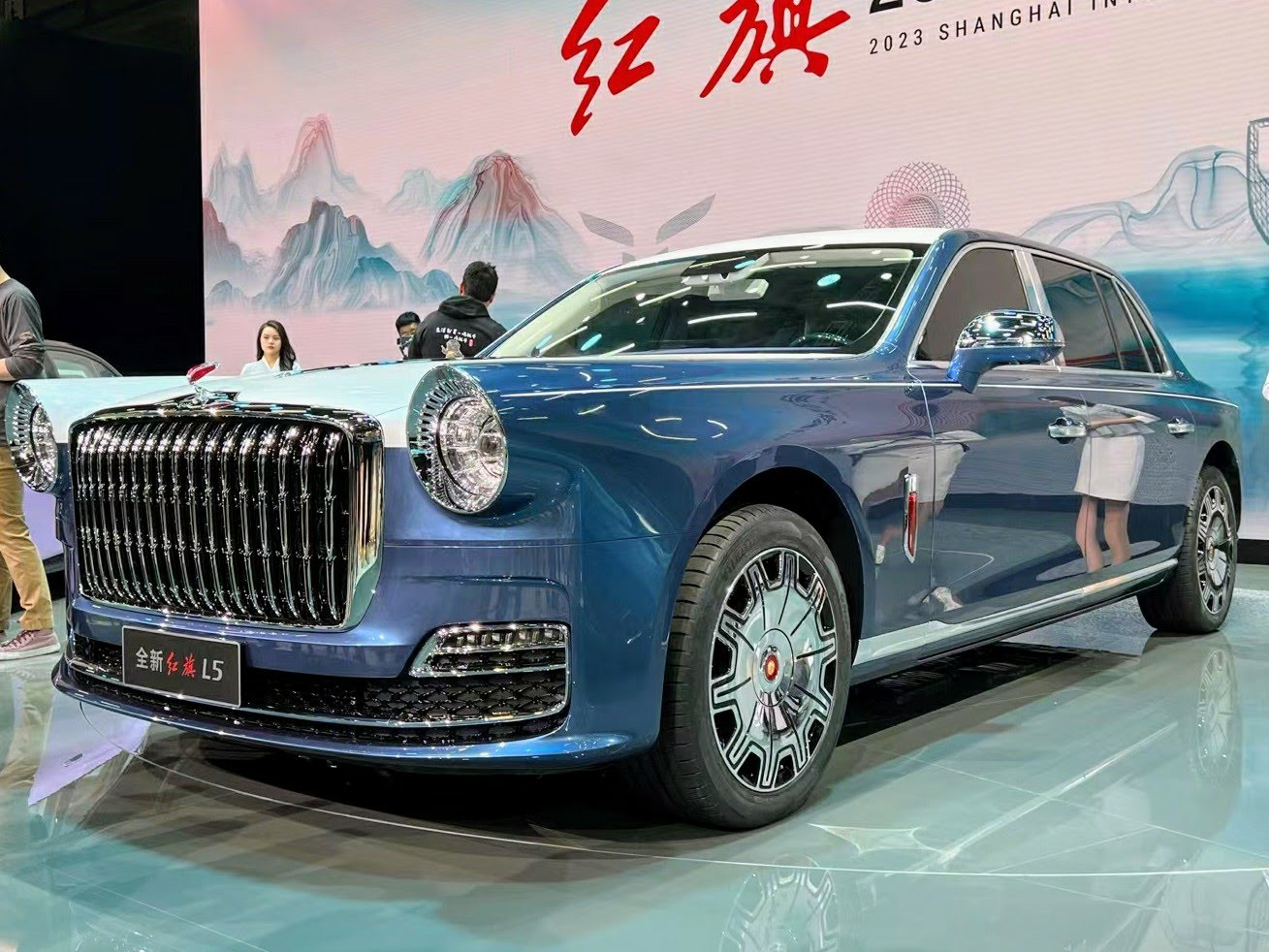
第二代L5
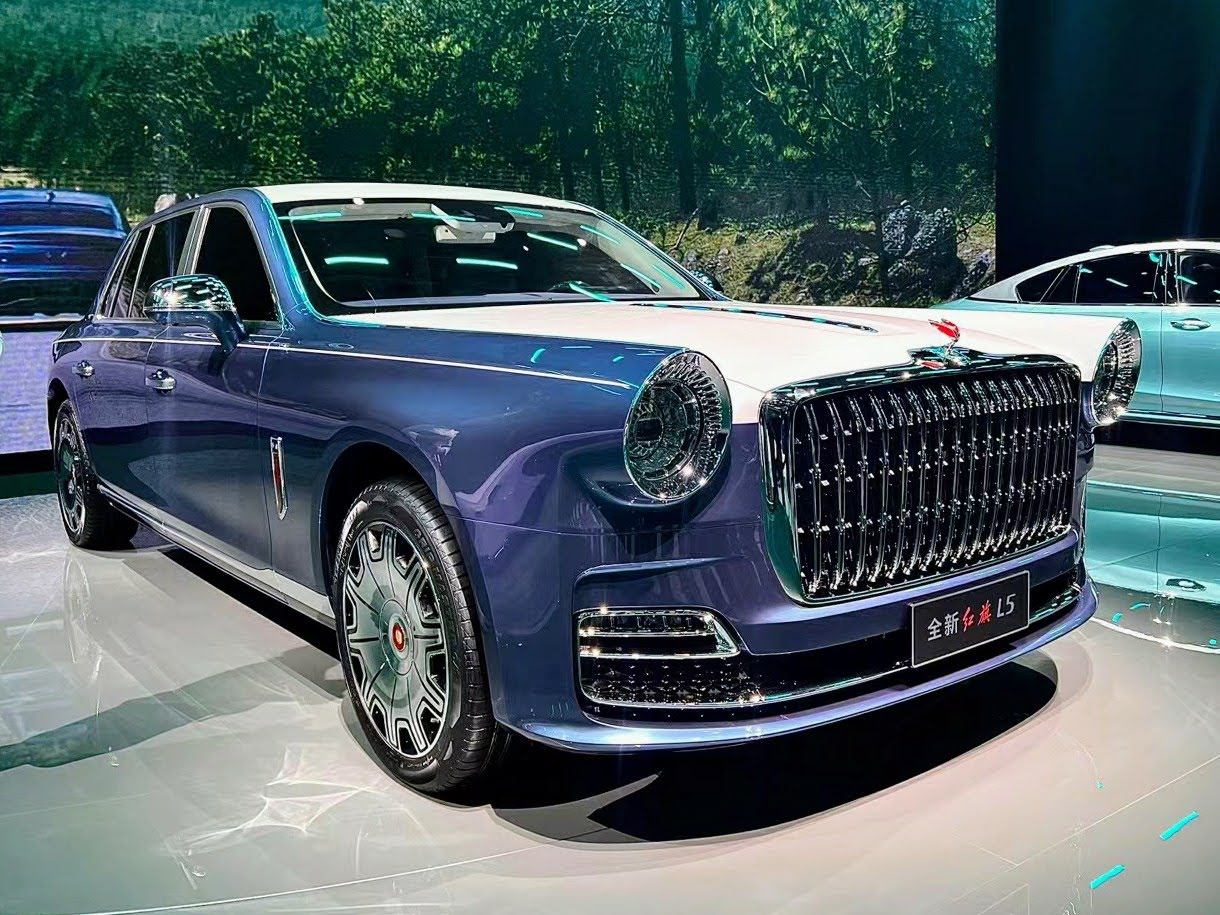
第二代L5
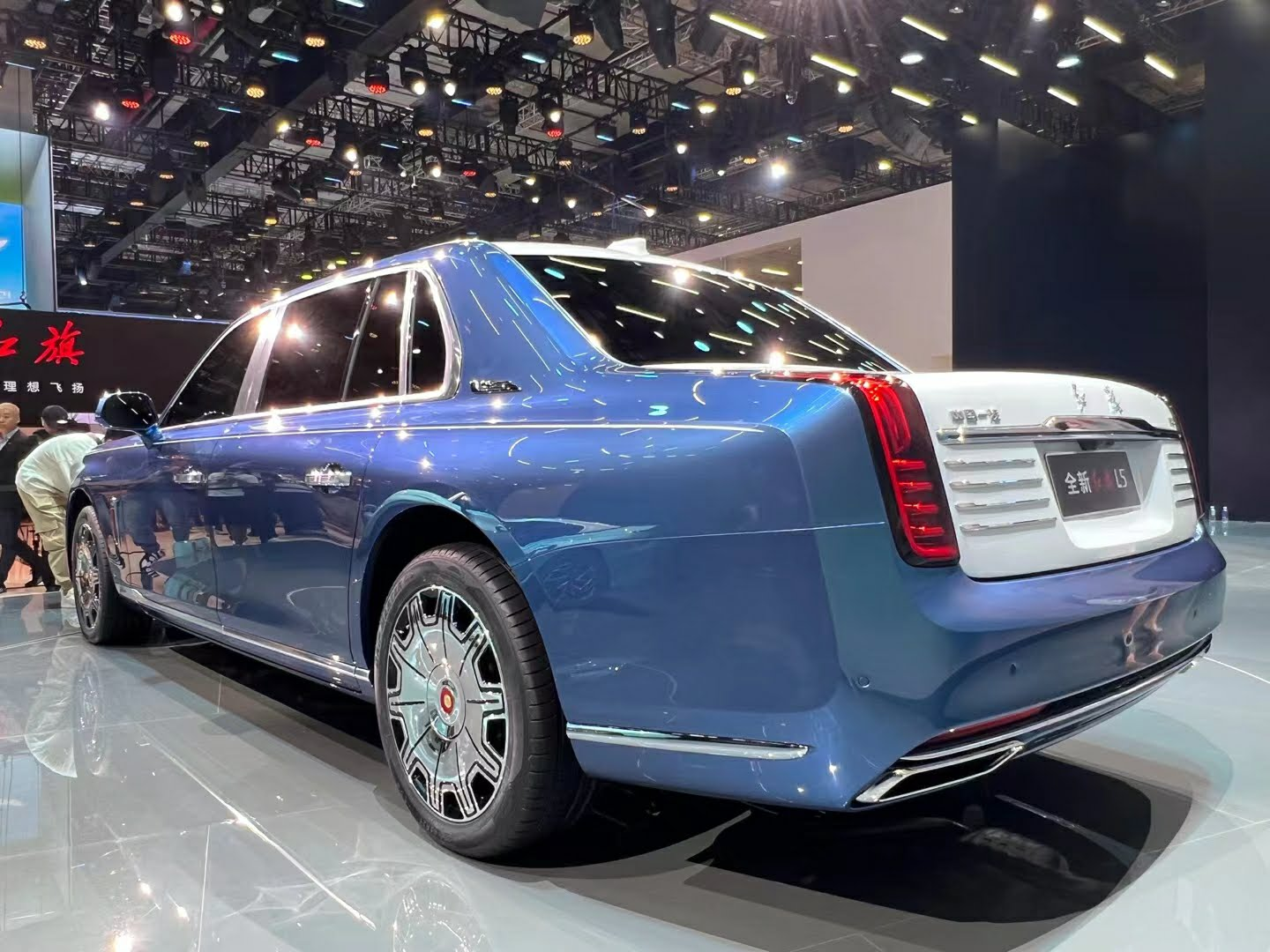
第二代L5
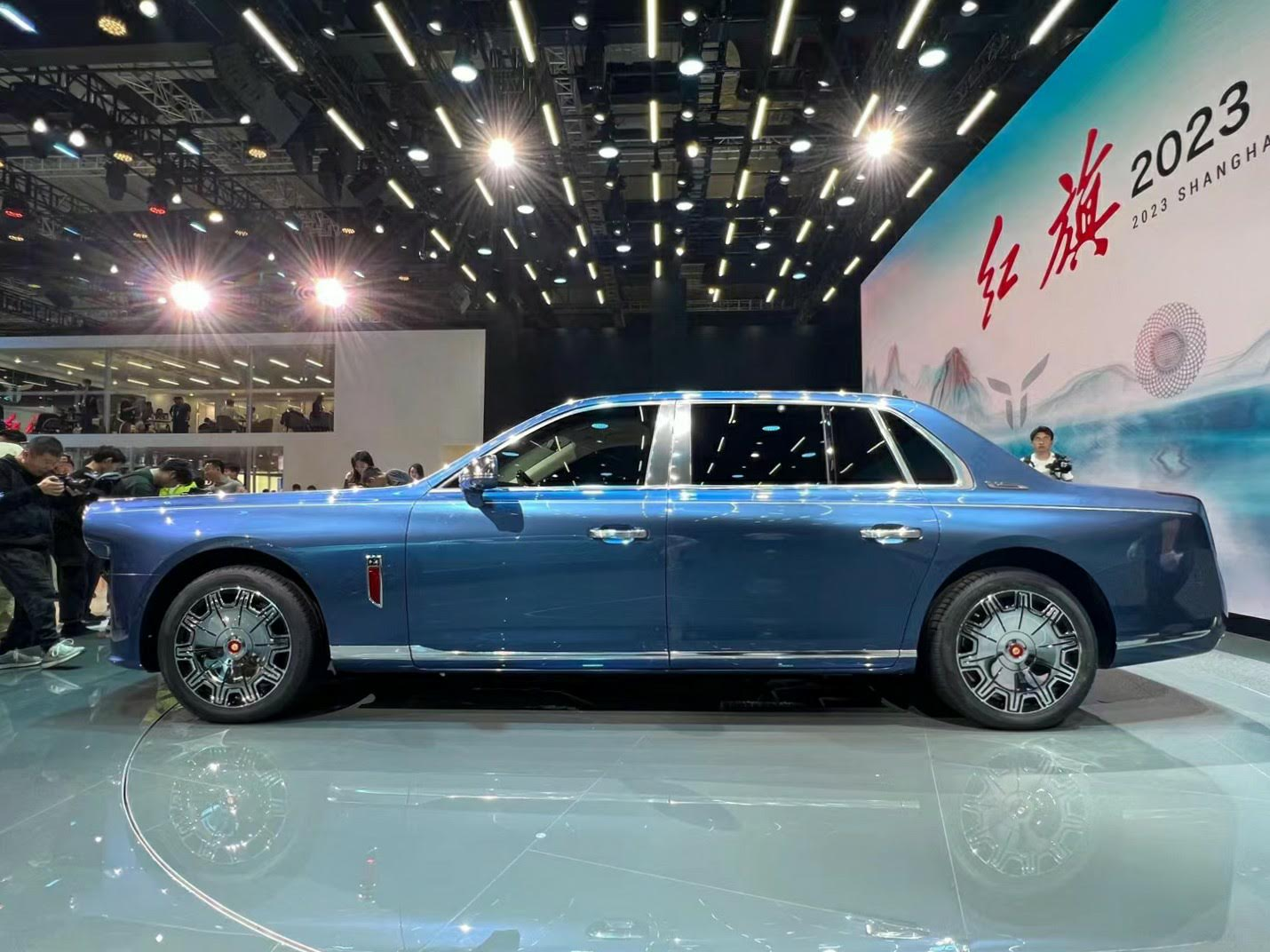
第二代L5侧面